# Tyrkszle
Tyrkszle (lit. Tirkšliai) – miasteczko na Litwie, położone w okręgu telszańskim, w rejonie możejskim, 7 km na południowy zachód od Możejek. Miasteczko liczy 1 626 mieszkańców (2001). Siedziba starostwa Tyrkszle.
Znajduje się tu kościół, szkoła i poczta.
Od 2004 roku miasteczko posiada własny herb, nadany dekretem prezydenta Republiki Litewskiej.